# (10857) Blüthner
(10857) Blüthner (1995 EZ8) – planetoida z grupy pasa głównego asteroid okrążająca Słońce w ciągu 3,68 lat w średniej odległości 2,38 j.a. Odkryta 5 marca 1995 roku.